# Macau Tower
De Macau Tower is het hoogste gebouw van de Chinese stad Macau. De toren werd gebouwd in opdracht van de Macause miljardair en casinoeigenaar Stanley Ho Hung-Sun Deze werd geopend in 2001. De toren bevat onder andere een observatiedeck, een theater, winkels en verschillende restaurants. Op 233 meter hoogte kan een wandeling langs de buitenzijde worden gemaakt over een anderhalf meter breed pad zonder leuningen. De wandelaars worden daarom aan een looplijn vastgemaakt.
Op 17 december 2006 werden, volgens het Guinness Book of Records, op de toren twee records gebroken met bungeejumpen. Zowel de hoogste bungeejump ooit en tegelijkertijd de hoogste bungeejump van een gebouw.
Verder wordt de toren gebruikt als zendmast voor telefoon en televisie.

## Galerie

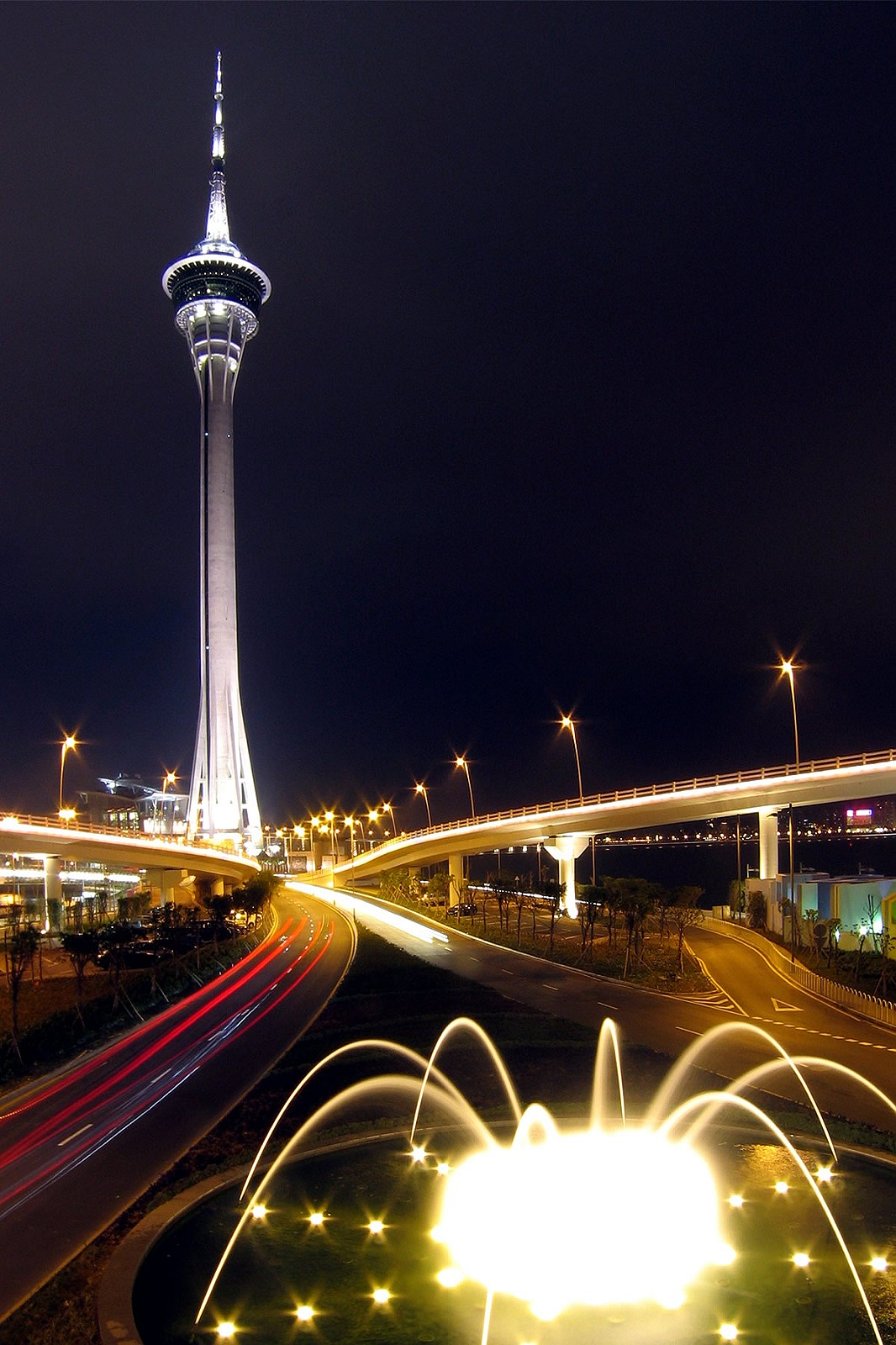
De toren bij nacht
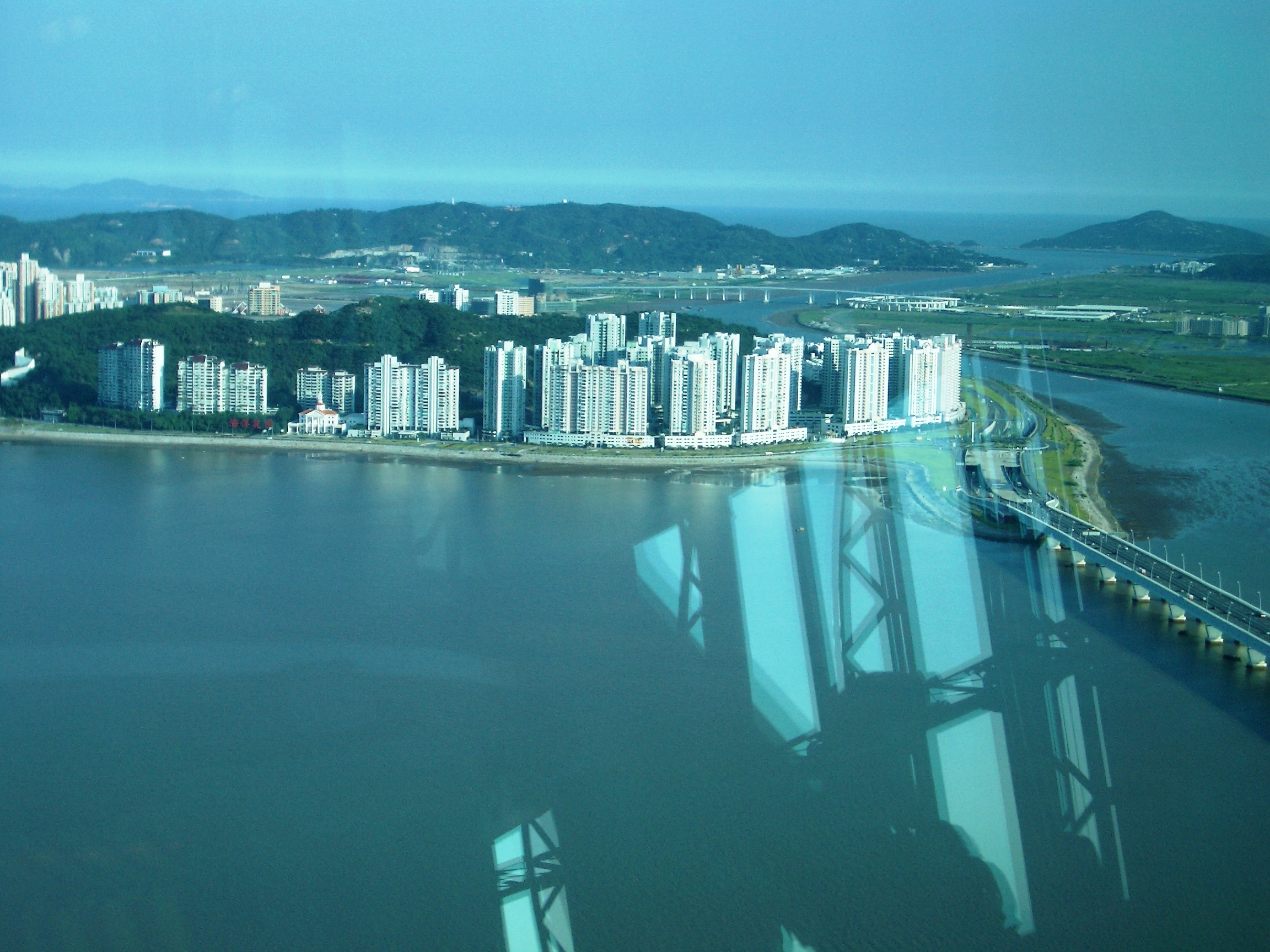
Uitzicht vanaf de toren

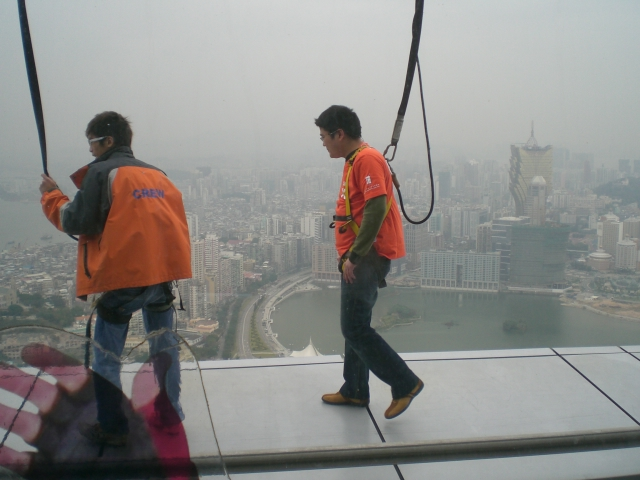
Wandelaars op de skywalk
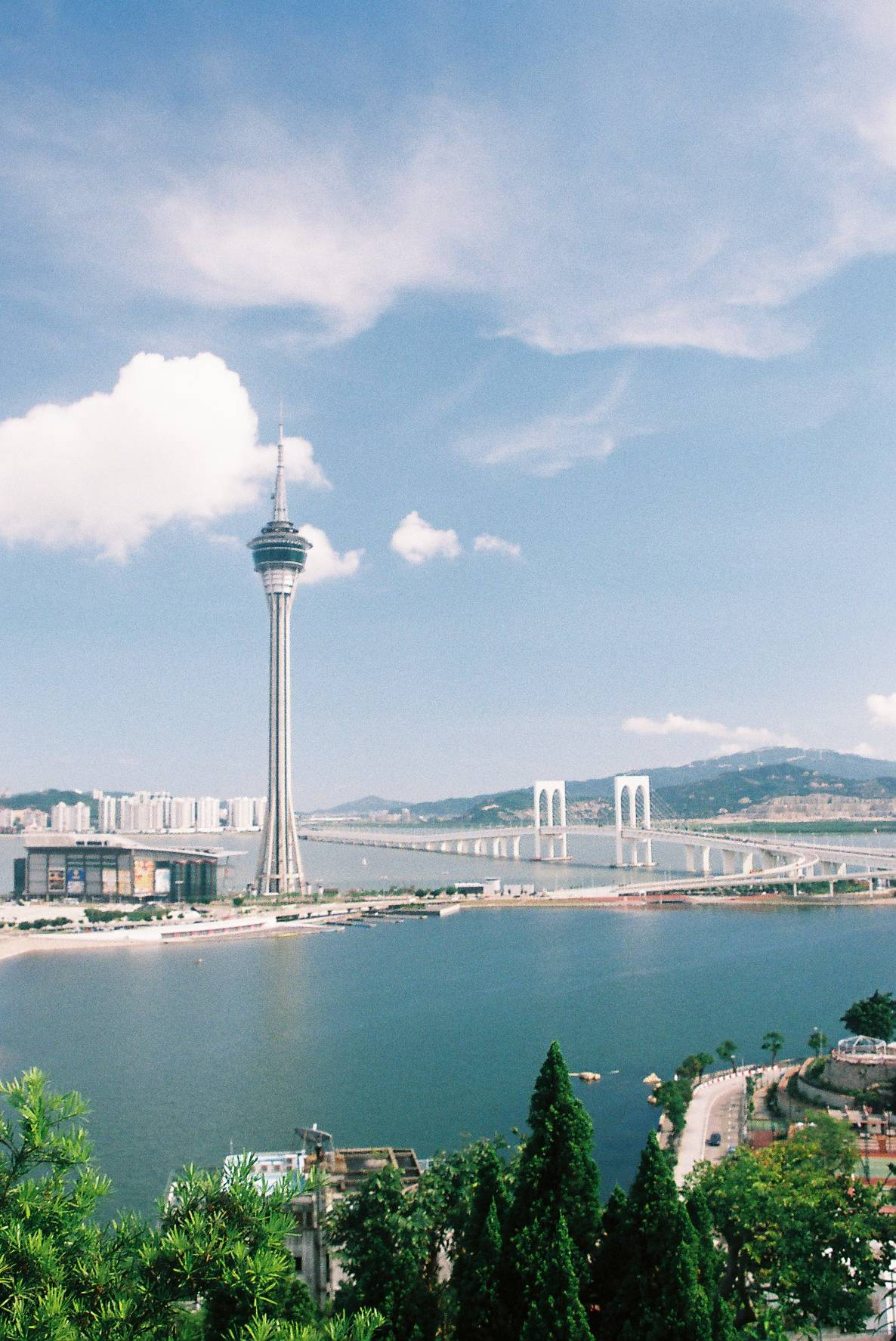
De toren van een afstand